# 国鉄5形蒸気機関車

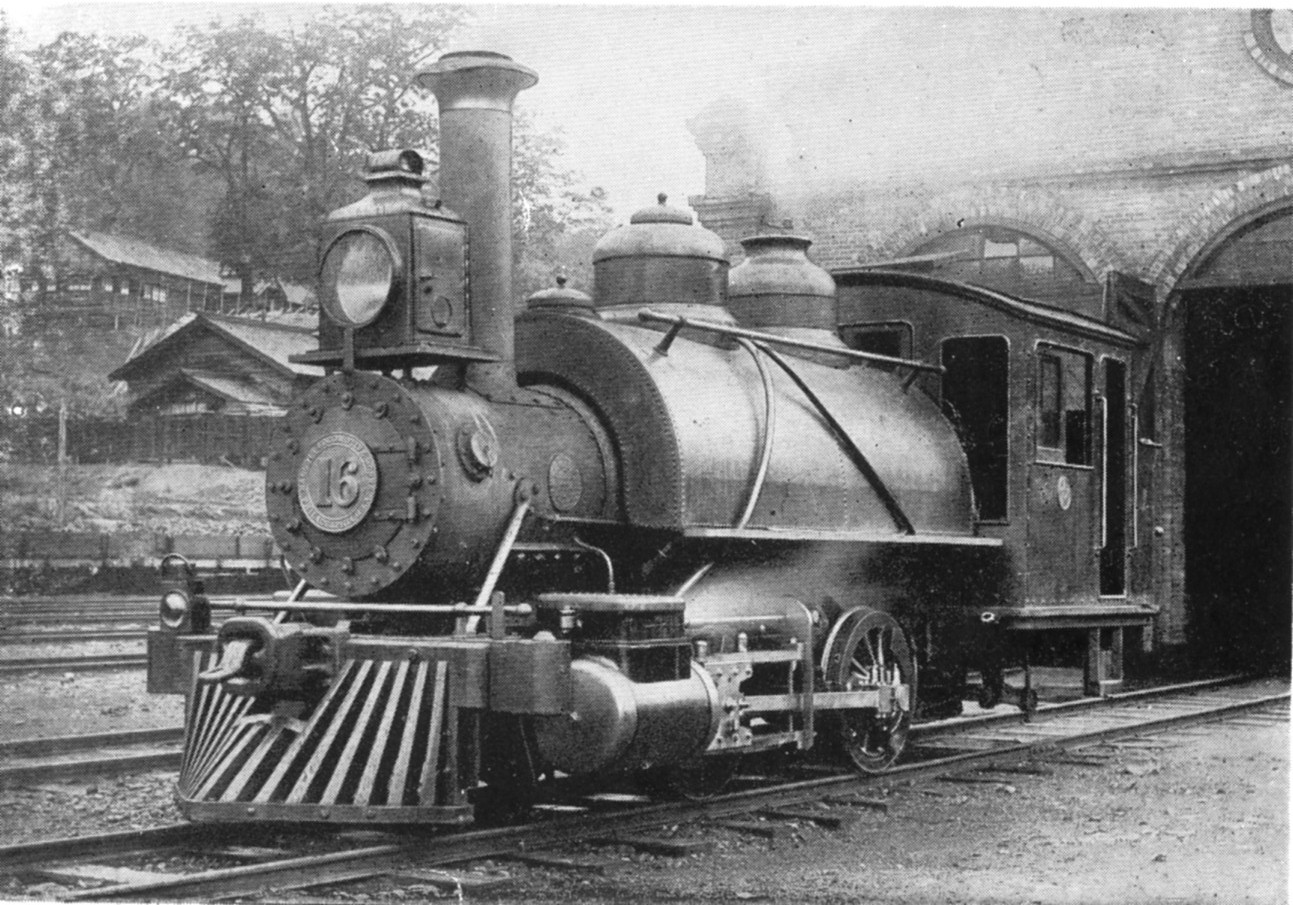
北海道炭礦鉄道16（後の鉄道院6）

5形は、かつて日本国有鉄道の前身である鉄道院に在籍したタンク式蒸気機関車である。
もとは、1898年（明治31年）に、北海道炭礦鉄道がアメリカのボールドウィン社から2両を輸入したもので、1906年（明治39年）の鉄道国有法による買収により国有鉄道籍を得たものである。

## 概要
車軸配置0-4-0(B)、2気筒単式、飽和式の小型タンク機関車で、水タンクがボイラーの上に鞍形に乗ったサドルタンク機であった。形式数字からもわかるように、鉄道院の蒸気機関車中最小クラスの機関車であるが、ナスミス・ウィルソン製の1100形に匹敵する性能をもっていた。メーカーでの規格は4-20C、製造番号は15813, 15814である。
北海道炭礦鉄道ではD形、後にハ形と称し、番号は15, 16とされたが、これは初代15, 16が性能の不足から豆相鉄道に売却されたのにともなう2代目である。国有化後は1909年（明治42年）の鉄道院車両称号規程の制定により5形（5, 6）に改番された。
形態的には、後部のオーバーハングが非常に長いのが特徴的で、全長約7.8 mに対し約3 mもの長さがあった。そのため、2軸の動輪にかかる軸重のアンバランスがあり、第1動輪上8.4 t、第2動輪上14.1 tであった。これはメーカーの設計ミスであったと推定される。国有化後の1914年（大正3年）には、軸重のアンバランスを是正するため、運転室下に従輪1軸を追加し、車軸配置は0-4-2（B1）となったが、形式の変更は行われなかった。この改造により、最大軸重は第2動輪上9.96 tまで改善された。
鉄道院での除籍は、5が1916年（大正5年）1月、6が1918年（大正7年）3月で、5は簸上鉄道（ひかみてつどう。現在の西日本旅客鉄道木次線の一部）に払い下げられて同社の3となり、6は薩南中央鉄道（後の鹿児島交通知覧線）に払い下げられて鉄道院時代と同じ6として使用された。
簸上鉄道は1934年（昭和9年）に国有化されたが、3は大正期に日本車輌製造本店の入換用に転じていたようである。一方の6は1939年（昭和14年）まで使用された後、日本軽金属に譲渡され蒲原工場専用鉄道で使用された。

## 主要諸元
改造前の諸元を示す。
- 全長：7,804 mm
- 全高：3,480 mm
- 軌間：1,067 mm
- 車軸配置：0-4-0（B）
- 動輪直径：914 mm
- 弁装置：スチーブンソン式アメリカ型
- シリンダー（直径×行程）：330 mm×457 mm
- ボイラー圧力：8.4 kg/cm2
- 火格子面積：0.74 m2
- 全伝熱面積：34.3 m2
  - 煙管蒸発伝熱面積：29.1 m2
  - 火室蒸発伝熱面積：5.2m2
- 機関車運転整備重量：22.50 t
- 機関車動輪上重量（運転整備時）：22.5 t
- 機関車動輪軸重（第2動輪上）：14.12 t
- 水タンク容量：2.22 m3
- 燃料積載量：0.66 t
- 機関車性能
  - シリンダ引張力：3,890 kg
- ブレーキ装置：手ブレーキ、蒸気ブレーキ（後付け）